# Thomas Faustmann
Thomas Faustmann  (Peine, Alsó-Szászország, 1962. szeptember 30. –) mérnök, autóipari menedzser, az Audi Hungaria Motor Kft. volt ügyvezető igazgatója, a Német–Magyar Ipari és Kereskedelmi Kamara Elnökségének tagja, Pro Universitate-díjas, A Magyar Köztársasági Érdemrend középkeresztje a csillaggal kitüntetett, Győr díszpolgára.

## Élete
Thomas Faustmann 1962. szeptember 30-án született a németországi Peinében, két idősebb testvére van. Édesapja asztalos, aki keresetkiegészítésként temetőgondnokságot is vállalt feleségével együtt – ebbe a munkába a gyerekek is besegítettek. Faustmann az elemi iskola elvégzése után a helyi acélműveknél, a Peine & Salzgitter AG-nél tanult öntödei szakmunkásként. A tanulóévek alatt ismerte meg későbbi feleségét Martinát. A katonai szolgálatot követően Martinával együtt Hannoverbe mentek egyetemre, ahol Martina az orvosi egyetemen, Faustmann ezzel párhuzamosan gépészmérnök szakon tanult. A diploma után a Volkswagen AG-hoz került a gyártástervezésre, majd a konszern több németországi telephelyén is dolgozott különböző beosztásokban. 2002-ben került az Audi AG győri telephelyére, ahol először a termelésért felelős ügyvezető igazgatói teendőket látta el, majd két évvel később, 2004. április 1-jén kinevezték az Audi Hungaria Motor Kft. ügyvezető igazgatójának.
2007-ben a magyar autóipar fejlődéséért végzett munkájáért a Magyar Köztársasági Érdemrend tisztikeresztje kitüntetést vehette át.
A 2014-es Befolyás-barométer szerint ő Magyarország 21. legbefolyásosabb személye. 2014. szeptember 18-án a győri Széchenyi István Egyetem díszdoktori címet adományozott Thomas Faustmann-nak. A győri egyetem rektora, Prof. Dr. Földesi Péter adta át a kitüntetést.
2015. október elsejétől átmeneti ideig a Porsche AG-nál töltött be vezetői pozíciót, majd 2016 januárjától visszatért az Audi AG-hez, ahol ezen év áprilisától az előszéria központ vezetőjeként dolgozott. A győri gyár vezetését Peter Kössler vette át. Magyarországon végzett munkája elismeréseként 2015. augusztusban A Magyar Érdemrend középkeresztje a csillaggal kitüntetésben részesült.
„Thomas Faustmann nagyon sokat tett magyarországi gyárunkért. Vezetése alatt az Audi Hungaria a világ legnagyobb motorgyárává vált, évi mintegy kétmillió erőforrás készül Győrben. Mindemellett a vállalat teljes termelési folyamatot lefedő, korszerű járműgyárrá fejlődött: itt gördül le a gyártósorról az Audi TT Coupé, az Audi TT Roadster, valamint az Audi A3 Limousine és az A3 Cabriolet is.”

## Magánélete
Győri évei alatt az ausztriai Nezsiderben élt orvos feleségével, négy gyermekük van. Hobbija a futás, szörfözés és Harley-Davidsonja.